# Georges Bonnet (homme politique, 1889-1973)
Pour les articles homonymes, voir Georges Bonnet et Bonnet.
Georges Bonnet, né Étienne Georges Bonnet le 23 juillet 1889 à Bassillac (Dordogne) et mort le 18 juin 1973 à Paris, est un homme politique français, député radical-socialiste de la Dordogne de 1924 à 1940 et de 1956 à 1968 et plusieurs fois ministre entre 1925 et 1940.
Il occupe le poste de ministre des Affaires étrangères lorsqu'éclate la Seconde Guerre mondiale, au sein du gouvernement dirigé par Édouard Daladier.

## Biographie

### Jeunesse et études
Fils de Gaston Bonnet, magistrat, président de chambre à la cour d'appel de Riom, et de Berthe Catherine Texier, Étienne Georges Bonnet naît en Dordogne, à Bassillac, le 23 juillet 1889.
Georges Bonnet suit ses études secondaires au lycée Henri-IV et obtient le baccalauréat. Il aborde son cursus universitaire par la philosophie à l'université de Paris, et obtient une licence de philosophie le 24 juillet 1908. Il décide de poursuivre également des études de droit et obtient les certificats qui lui permettent de prétendre au grade de licencié de droit le 30 juin 1910.
Il continue ses études de philosophie et obtient un DES de philosophie, soutenu le 17 juin 1910, intitulé La Philosophie du droit chez Savigny.
Sa formation subit une interruption de deux ans lorsqu'il effectue son service militaire d'octobre 1910 à octobre 1912 au 5e régiment de dragons.
En 1912, il s'inscrit pour l'année universitaire à l'École libre des sciences politiques, où il prépare les grands concours administratifs. Il aurait été exempté des épreuves d'entrée.

### Débuts professionnels
De retour à Paris, Georges Bonnet s'inscrit au barreau et prête serment le 8 juillet 1913. Il se présente en décembre 1913 au concours du Conseil d’État, auquel il est reçu au troisième rang.
En 1914, la mobilisation générale décrétée par le gouvernement l'affecte au 5e régiment de dragons de Compiègne ; dès le 23 août, il rejoint le front où il prend part à la bataille de Charleroi ; il est cité à l'ordre de la division pour sa bravoure. Il se trouve sur la Marne puis dans l'Aisne au 29e d'artillerie en 1915. Son frère André, brillant juriste, est tué lors d'une reconnaissance pendant la bataille des Flandres. L'aîné Charles, lieutenant d'infanterie, est blessé puis interné en Suisse. Leur cadet, Georges, subit un traumatisme profond. Il est, de surcroît, avocat commis d'office pour assister en 1915, lors du conseil de guerre, le jeune soldat allemand Pollert retrouvé blessé devant les lignes françaises. Son échec à convaincre les juges le conforte dans une aversion pour la guerre commune à beaucoup de ceux de la génération du feu. Après avoir rejoint le 29e régiment d'artillerie, il est détaché d'office de son corps en 1916 pour réintégrer le conseil d'État. Il se fait connaître du grand public en publiant L'Âme du soldat, auquel Jean Norton Cru attribue, dans son livre Témoins, une valeur de témoignage qualifiée d'excellente. Sa correspondance révèle ses liens étroits avec André François-Poncet et Robert de Jouvenel, son camarade de régiment, dont les convictions pacifistes s'affirment au moins depuis 1916.
La cessation des hostilités permet à Georges Bonnet, auditeur au conseil d'État, de gagner en notoriété, d'abord comme secrétaire de la délégation française lors de la conférence de la Paix qui se tient à Versailles de janvier à juin 1919, puis comme chef de cabinet du sous-secrétaire d'État Louis Deschamps, organisateur de la démobilisation. En parallèle, il publie son ouvrage le plus célèbre, Lettre à un bourgeois de 1914, dans lequel il se prononce pour de profondes réformes sociales et culturelles. On peut établir un étroit parallèle avec l'ouvrage polémique de Robert de Jouvenel, La République des camarades.

### Entrée en politique
Georges Bonnet entre en politique lors des élections législatives de novembre 1919 où il intègre la liste dite de « concentration » d'inspiration radicale, menée par Félix Gadaud et dont fait partie, entre autres, Yvon Delbos, radical-socialiste. Celui-ci est le seul élu contre cinq pour le Bloc national. L'échec de Bonnet s'explique essentiellement par son manque d'ancrage local et sa critique du traité de Versailles, qu'il estime trop dur pour le vaincu.
Il appartient déjà par son père, secrétaire d'Eugène Pelletan, aux cercles éminents de la Troisième République. En épousant en 1920 Odette Pelletan, fille d'André Pelletan et petite-fille d'Eugène, il entre de plain-pied dans le monde de l'« aristocratie républicaine ». Il s'inspire de Léon Bourgeois, concepteur de la Société des Nations, qu'il rencontre régulièrement, ainsi que de Gabriel Hanotaux, diplomate conciliateur qui est son mentor et avec lequel il signe un Guide des champs de bataille.
Louis Deschamps lui confie la direction de la délégation française à la conférence du Congrès postal à Madrid (octobre 1920) ; Bonnet livre alors ses conceptions monétaires, auxquelles il demeurera fidèle : le retour à des parités fixes à partir de l'étalon-or, ce qu'il résume dans une brochure. Plus élaboré sera l'ouvrage Les Finances de la France, écrit en collaboration avec Roger Auboin et publié en 1921. Il participe ensuite à la conférence des Communications de Barcelone (mars 1921), présidée par Hanotaux. Il s'investit dans le mouvement pacifiste internationaliste qui se destine à promouvoir la concorde entre les peuples : au sein d'abord du Groupement universitaire pour la société des Nations, puis du comité d'action pour la SDN.
La carrière politique de Bonnet débute en 1922 par un premier succès comme conseiller d'arrondissement de Champagnac de Bélair en Dordogne avec le soutien actif du responsable radical Léon Sireyjol, patron du journal Le Nontronnais. C'est le point de départ d'un parcours politique d'un demi-siècle, sous quatre régimes politiques différents, de la Troisième à la Cinquième République en passant par la Quatrième et le régime de Vichy. Bonnet conforte son ancrage local lors des élections cantonales de 1925, en devenant conseiller général de Champagnac de Bélair, poste qu'il conserve jusqu'à la guerre de 1940. Il est élu sous l'étiquette de républicain radical et rejoint Yvon Delbos à l'assemblée départementale.
Les législatives du 11 mai 1924 constituent un tournant décisif. La liste du Cartel des gauches, avec Félix Gadaud, Yvon Delbos, Bonnet, Faugère et Bibié, fait passer 5 candidats sur 6 au scrutin de liste départemental.

### Carrière ministérielle (1925-1940)
Après son succès électoral, Georges Bonnet entre au parti radical sur les conseils d'Édouard Herriot, dirigeant de cette formation charnière ; c'est un pragmatique qui a épousé les terres radicales plutôt que les conceptions doctrinales. Membre de la délégation française à la Société des Nations qui siège à Genève, il est partisan et de la sécurité collective et du rapprochement franco-allemand. Il soutient l'action de l'expert Charles Rist pour la reconstruction financière de l'Autriche, puis accompagne la proposition d'Henri Bergson et de Julien Luchaire de fonder à Paris l'Institut de coopération intellectuelle, ancêtre de l'Unesco. Il soutient les initiatives d'Aristide Briand pour l'entrée de la république de Weimar dans le concert des nations et son admission à la SDN.
Bonnet occupe divers postes ministériels entre 1925 et 1940. Il est nommé au sous-secrétariat d'État à la présidence du Conseil (avril-octobre 1925) dans le second gouvernement Paul Painlevé. La fonction de ce département est d'assurer la coordination interministérielle, une innovation qui deviendra permanente. Dans la veine de Les Finances de la France, où il livrait en 1921 des conceptions monétaires orthodoxes, il fait paraître en 1926 Comment avoir un franc stable. Il est le premier titulaire d'un ministère du Budget détaché du ministère des Finances dans le troisième gouvernement Painlevé, du 29 octobre au 28 novembre 1925. Cette nouvelle structure gouvernementale assure la promotion de son titulaire, dont le projet-phare de caisse d'amortissement de la dette ne sera cependant pas mené à terme.
Impliqué dans l'échec du Cartel des Gauches (1924-1925), Bonnet connaît une période creuse de plus de trois années (1926-1929). Il est battu à Nontron aux élections législatives du 22 avril 1928. Il doit son retour au Palais-Bourbon à une élection partielle remportée aisément dans la 1re circonscription de Périgueux le 24 février 1929, en profitant du soutien du maire Félix Gadaud. Mais ce sont véritablement les législatives du 1er mai 1932 qui marquent son retour au premier plan de la vie politique nationale. Élu au 1er tour, il bénéficie de la poussée générale au centre-gauche autour du parti radical.
Le président du Conseil Herriot le choisit pour intégrer la délégation française à la conférence de Lausanne sur les réparations allemandes (1932). Une autre fonction importante , la présidence de la conférence de Stresa (septembre 1932) sur la reconstruction économique de l'Europe orientale, lui revient également.
Le gouvernement Paul-Boncour attribue à Bonnet le portefeuille des Travaux publics (décembre 1932-janvier 1933). L'année 1933 est marquée en France par les effets de la Grande Dépression venue des États-Unis. Bonnet est appelé au ministère des Finances sous trois gouvernements successifs : le cabinet Édouard Daladier, en janvier, puis Albert Sarraut en octobre et Émile Chautemps en novembre. Pendant la conférence économique mondiale de Londres (juin-juillet 1933), devant la rupture unilatérale provoquée par la délégation américaine, le ministre Bonnet fait prévaloir la formation du bloc-or regroupant les pays européens continentaux (Belgique, Italie, Pays-Bas, Pologne, Suisse et France). Sur le plan intérieur, les prix du blé sont désormais garantis par l'État ; le gouvernement cherche à maîtriser les dépenses publiques dans une perspective déflationniste.
Le passage de Bonnet à la rue de Rivoli en 1933 lui confère un rôle prépondérant au sein du parti radical, où il incarne désormais la tendance modérée. Il soutient la super-déflation du président du conseil Pierre Laval en 1934-35. Il approuve aussi la main tendue par Laval à Mussolini au nom de la paix. Herriot et Bonnet sont les deux seuls radicaux présents dans le cabinet Laval de juin 1935, dans lequel Bonnet est ministre du Commerce. C'est à ce titre qu'il négocie un accord de libre échange avec Cordell Hull ; les pourparlers aboutissent à la signature conjointe de l'accord le 6 mai 1936, pendant le cabinet Sarraut dans lequel Bonnet a conservé son portefeuille.
Désormais, la vie politique et syndicale tourne autour du Rassemblement populaire, réponse aux émeutes parisiennes du 6 février 1934. Georges Bonnet se tient à l'écart, voire à l'opposé du Front populaire qui se forme autour d'une coalition électorale. Ainsi, lors des législatives d'avril-mai 1936, il fait campagne sur son nom, se consacrant strictement aux questions locales. Il est réélu aisément dès le premier tour de scrutin du 26 avril 1936, seul dans ce cas en Dordogne, alors qu'Yvon Delbos qui défend le Front populaire devra attendre le second tour. Logiquement écarté lors de la formation du 1er gouvernement Blum, il reste sur la réserve.
Au début de l'année 1937, il est appelé par Yvon Delbos, titulaire du Quai d'Orsay, à l'ambassade de France de Washington où il prend ses fonctions le 26 février. Sa mission prioritaire sera de rapprocher Roosevelt, alors isolationniste, des démocraties occidentales menacées par le péril hitlérien. Accompagné de son épouse Odette, il réalise un grand périple à travers le territoire afin de convaincre les personnalités influentes. Malgré un succès d'estime et une forte notoriété, c'est l'échec avec l'adoption par le Congrès de la loi de Neutralité, le 29 avril 1937. Néanmoins, l'ambassadeur a obtenu la reconduction du traité de commerce de 1935.
En juin 1937, Bonnet est rappelé en métropole par Camille Chautemps, qui succède à Léon Blum, pour prendre le portefeuille des Finances. En effet, le pays traverse une grave crise, d'abord politique avec la défiance votée par le Sénat le 21 juin, vote qui provoque le renversement du ministère Blum en lui refusant les pleins pouvoirs financiers ; crise également financière et monétaire, puisque le franc est attaqué, les finances publiques en grave déficit et le fonds de Stabilisation des changes — destiné à protéger le franc — au plus bas. Reconnu comme habile technicien, Bonnet peut s'appuyer sur Jacques Rueff, directeur du Mouvement général des fonds, Pierre Fournier, qu'il nomme à la tête de la Banque de France, Jean Jardel, directeur du Budget, et surtout sur le Sénat avec Joseph Caillaux. Bonnet procède par étapes, gouvernant par décrets et décrets-lois en cascade durant l'été et l'automne 1937, comme pour le contrôle des prix et des mouvements de capitaux. Les dépenses de l'État, en particulier du budget extraordinaire, sont plafonnées, l'impôt sur le revenu alourdi.
Les mesures d'économies budgétaires mises en œuvre apportent un coup d'arrêt à l'effort de réarmement engagé à l'automne 1936. Bonnet déclare le 29 juin 1937 : « Je dois faire observer qu’un pays qui a de légitimes soucis de défense nationale ne se défend pas seulement avec une armée, une aviation, une marine, mais aussi avec des finances ». Par décret du 30 juillet, les dépenses militaires ne doivent pas excéder 11 100 millions de francs. Ces restrictions affectent en particulier l'aviation dont le budget est réduit à 3,204 milliards de francs, pour 5 milliards estimés nécessaires. Pour Bonnet, la défense du pays doit s'appuyer sur l'assainissement du budget et la solidité du franc, d'où un bras de fer avec les ministres de la Guerre, Édouard Daladier, de la Marine, César Campinchi, et de l'Air, Pierre Cot. Sur le plan monétaire, décision est prise dès le 30 juin de laisser flotter le franc. La parité fixée par la précédente dévaluation Auriol — le franc Auriol oscillant entre 43 et 49 mg d'or fin — est abandonnée, ce qui est paradoxal pour un défenseur de l'étalon-or comme Bonnet. Grâce au fonds de Stabilisation des changes et à celui de Soutien des rentes, un court répit est constaté pendant l'été 1937 sur les marchés financier et boursier. Le retour de la confiance n'est que passager malgré l'intervention de l'État. Le projet de budget pour 1938 est voté in extremis le 31 décembre 1937. Les résultats obtenus par Bonnet à la rue de Rivoli sont inégaux et fragiles.
Le 15 janvier 1938, Albert Lebrun, président de la République, charge Georges Bonnet de former un gouvernement. Ce dernier ambitionne d'occuper cette charge de président du Conseil en pratiquant une vaste « concentration », c'est-à-dire un rassemblement d'union nationale, des socialistes à la droite modérée, dont l'épine dorsale serait le parti radical. Le Sénat est acquis à Bonnet ; la majorité du Parti radical lui apporte un timide soutien alors que la SFIO, par une lettre d'Albert Sérol, annonce qu'elle s'opposera à une telle coalition. Bonnet propose à Lebrun, qui le refuse, d'aller à la dissolution de l'assemblée si son projet de gouvernement et son programme sont rejetés. Bonnet doit renoncer, accentuant le processus, déjà bien engagé depuis juin 1937, d'éclatement du Front populaire.
Il est ensuite ministre des Affaires étrangères, d'avril 1938 à septembre 1939. Hannah Arendt, dans son livre Eichmann à Jérusalem, mentionne les projets xénophobes et antisémites qu'il entretient à cette époque : « Peu après, Georges Bonnet, ministre français des Affaires étrangères [...] songea à envoyer dans une colonie française les deux cent mille Juifs étrangers résidant en France. Bonnet alla jusqu'à consulter à ce sujet son homologue allemand, Joachim von Ribbentrop, en [novembre] 1938 [après la nuit de Cristal]. » Le ministre affirme « qu'on est beaucoup intéressé en France aussi à une solution du problème juif », que la France ne veut pas héberger plus de Juifs allemands, ou encore qu’elle veut se débarrasser de dix mille Juifs « quelque part ».

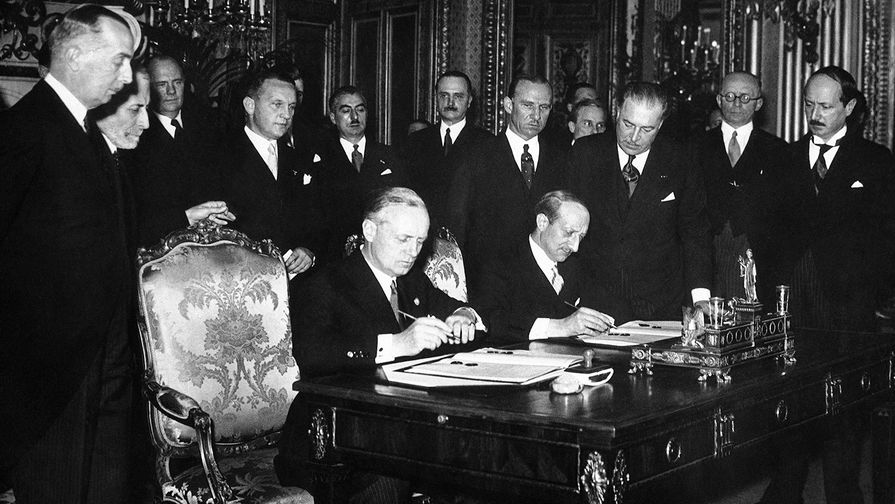
Georges Bonnet (à droite) au côté de Joachim von Ribbentrop (à gauche) lors de la signature de la déclaration franco-allemande, le 6 décembre 1938 à Paris.

Il est pour l'apaisement avec l'Allemagne nazie. Partisan des accords de Munich, il est l'artisan d'un engagement de non-agression avec l'Allemagne qu'il signe le 6 décembre 1938 à Paris avec von Ribbentrop ; il organise pour la cérémonie qui célèbre cet accord la mise à l'écart des membres juifs du gouvernement auquel il appartient. Winston Churchill, dans son livre La Deuxième Guerre mondiale - La Tragédie de Munich, dit de lui : « Même en dehors des sphères du gouvernement, nous étions nombreux à penser que Bonnet était l'incarnation parfaite du défaitisme, et que toutes ses habiles manœuvres verbales rendaient un son de « paix à tout prix » ». Soucieux de dissimuler sa politique tant à l'opinion qu'aux futurs historiens, il a pour procédé de rédiger des dépêches fermes, destinées aux archives, qu'il double d'instructions téléphoniques où il cède sur tout.
Il travaille à la reconnaissance de jure du régime de Franco, qu'il avait soutenu pendant la guerre d'Espagne. Il ne se contente pas, lorsqu’il rencontre le 7 janvier 1939 Juan Negrín venu solliciter l'aide de la France à la République espagnole, de refuser de répondre à sa demande de fourniture d'armes : il collabore avec le représentant de Franco à Paris et bloque le dernier envoi d'armes soviétiques à destination des républicains espagnols, qui transitait par la France. Le 25 février 1939, il signe les accords Bérard-Jordana qui reconnaissent la légitimité de Franco sur l'Espagne.
Il tente à plusieurs reprises, entre le 1er et le 3 septembre 1939, d'éviter à la France l'entrée en guerre contre l'Allemagne. Quand celle-ci éclate, il est nommé ministre de la Justice.

### Avec l'État français (1940-1944)
Pendant la guerre, il se range du côté du maréchal Pétain, à qui il vote les pleins pouvoirs le 10 juillet 1940. À partir de 1941, Bonnet est membre du Conseil national, un organe du pouvoir vichyste.

### Six années d'exil en Suisse (1944-1950)
Le 5 avril 1944, Georges Bonnet, détenteur d'un visa helvétique pour 3 mois, se présente avec sa famille au poste frontière de Jaun[pas clair] : il s'exile en Suisse pour échapper aux poursuites en raison de sa collaboration avec le régime de Vichy. C'est désormais un proscrit qui craint pour sa vie s'il reste en France. Inéligible après le verdict du Jury d'honneur présidé par René Cassin, il a aussi été exclu du parti radical compte tenu de son vote du 10 juillet 1940 et de sa participation au Conseil national. Surtout, il est inculpé d'intelligence avec l'ennemi et sous le coup d'un mandat d'amener. Afin d'obtenir un visa permanent, Bonnet fait jouer auprès de ses relations son action au Conseil restreint de la Société des nations, en 1938, en faveur de la neutralité intégrale de la Suisse vis-à-vis de la SDN. Cet argument est déterminant auprès du président de la Confédération suisse, Marcel Pilet-Golaz, qui tolère sa présence comme « touriste ».
Les Bonnet résident quelques semaines à l'hôtel de Roc à Saint-Légier-sur-Vevey, puis en mai 1944 louent quelques pièces dans une ferme où le dénuement est extrême, enfin, en mai 1945, s'installent durablement dans un appartement avenue de Sully à Vevey. Georges Bonnet rejoint la petite colonie des Français, regroupés autour de Jean Jardin, qui ont émigré à cause de leur attitude sous l'Occupation. À ce cercle, appartiennent notamment Albert Fabre-Luce, Paul Morand, Bertrand de Jouvenel, René Belin, René Brunet, Charles Pomaret, Charles Rochat, Henri du Moulin de Labarthète, Pierre Dominique, autant de « munichois » qui s'étaient réunis autour du ministre Bonnet au moment des crises tchèque et polonaise de septembre 1938 et 1939.
Bonnet se constitue patiemment un réseau de journalistes de renom, puis de responsables politiques vaudois, d'hommes d'affaires et de hauts fonctionnaires. Parallèlement, il réussit, grâce à des amis restés en métropole, à récupérer peu à peu une partie des archives du Quai d'Orsay, qu'il avait sauvées au moment du repli précipité du gouvernement en juin 1940. En multipliant les lectures, avec l'aide de sa femme Odette, en retrouvant la chronologie des faits qu'il exploite à son avantage, l'ancien titulaire du Quai d'Orsay reprend pied médiatiquement, en Suisse d'abord, en France ensuite, ce qui est son véritable objectif. Les éditions du Cheval ailé, de Constant Bourquin, font d'abord paraître en août 1946 le premier tome de Défense de la Paix, intitulé De Washington au Quai d'Orsay, puis, en 1948, le second tome, Fin d'une Europe. Il s'agit là d'une étape essentielle permettant à son auteur d'envisager son grand retour en France, à condition d'effacer l'ensemble des sanctions qui pèsent sur lui.
Le retour des radicaux au pouvoir encourage l'intéressé à multiplier les dossiers en défense. Plusieurs juges d'instruction se succèdent, sans retenir de charge vraiment patente contre l'ancien ministre. En février 1948, Jules Moch, ministre de l'Intérieur, s'oppose à son retour. En décembre 1949, le dossier d'instruction est classé. Bonnet, bénéficiant officiellement d'un non-lieu en mars 1950, rentre aussitôt dans son pays.

### Seconde carrière politique (1951-1973)
De retour en France, il relance progressivement sa carrière politique. Les obstacles sont nombreux. Par décision du 19 décembre 1945, le Jury d'honneur présidé par René Cassin a confirmé son inéligibilité pour avoir été des 569 parlementaires qui ont voté les pouvoirs constituants à Philippe Pétain le 10 juillet 1940, puis membre du Conseil national. Ne possédant ni relais médiatique ni relais partisan, régulièrement pris à partie par des résistants et surtout par les anciens FTPF, il semble persona non grata en Périgord. Il décide prudemment de tâter le terrain lors des législatives de juin 1951. Mais le 24 mai 1951, les quatre listes de la « Troisième Force » rejettent toute alliance avec une liste « Bonnet ». Comme en 1921, Bonnet repart de la base afin de se reconstituer un fief.
Le 7 octobre 1951, Georges Bonnet est élu au premier tour contre le résistant Charles Serre conseiller général de Champagnac-de-Belair alors qu'il est officiellement inéligible, le préfet n'ayant opportunément pas fait jouer cette clause au grand dam de ses adversaires. Cette « rentrée » au Conseil général donne lieu le 17 octobre 1951, lors de la séance inaugurale de l'assemblée départementale, à un duel oratoire entre Bonnet et Yves Péron, le chef de file du PCF. « Bénéficiant du soutien d’un petit noyau de conseillers ainsi que de la neutralité de Robert Lacoste, Bonnet se pose en leader départemental. ».
Il entreprend sa reconquête médiatique grâce à l'appui du journal L'Indépendant républicain, dirigé par le Bergeracois Robert Taillandier. Plus décisif encore : sur proposition de Charles Sinsout, conseiller général du Vélinois, il est réintégré localement au sein du parti radical après sa victoire électorale. Le comité exécutif national, à son tour, le réintègre au sein de la formation valoisienne, le 7 novembre. Sans se présenter aux élections, il est élu aisément conseiller municipal de Brantôme en avril 1953 ; en juin 1955, le maire Dumazet lui laisse sa place.
Dans sa progression, Bonnet gêne considérablement les ambitions d'Henri Laforest, conseiller général et député maire de Nontron, d'autant plus que les deux hommes se retrouvent dans la même circonscription à cause de la réduction du nombre de députés de Dordogne. Neveu et membre du cabinet du ministre de l'agriculture de Laval en 1935, Pierre Cathala, Laforest fut nommé en 1942 au conseil départemental de Vichy avant de basculer courant 1944 vers la Résistance. Influent au parti radical, il est promu, en octobre 1955, secrétaire d'État à la Défense dans le gouvernement Edgar Faure. Bonnet et Laforest s'affrontent à la tribune du congrès départemental du parti radical le 7 décembre 1955. Deux clans, deux listes s'opposent frontalement. Le 16 décembre, le bureau national exclut Bonnet, malgré le soutien massif des militants, ouvrant une crise durable. La ligne incarnée par Bonnet est nettement conservatrice et recrute dans la fraction de droite des radicaux. Deux fédérations radicales coexistent en Dordogne ; celle de Bonnet est présidée par Charles Sinsout, « Désormais personnage clef au Parti radical de la Dordogne, auquel il donne ambition et dynamisme qui contrastent avec la lassitude éprouvée par Yvon Delbos, ce dernier décède en 1956. »
La campagne pour les législatives de janvier 1956, entraînée par la dissolution de l'Assemblée nationale, est particulièrement disputée. Les listes apparentées se déchirent et cette crise profite à la liste Bonnet qui, avec 45 000 voix, se hisse au second rang des forces politiques locales et supplante celle d'Henri Laforest et ses 25 000 voix. Au Parlement, Bonnet critique la loi électorale et demande le retour au scrutin uninominal. Le lendemain de l'émeute du 13 mai 1958, il rencontre le général de Gaulle à Paris et lui accorde son soutien lors du vote de confiance du 1er juin. Même attitude lors du référendum instituant la Cinquième République le 28 septembre. Au scrutin uninominal instauré pour les législatives de novembre, Bonnet est élu député en écartant Laforest. Désormais seul rescapé radical, il devient d’autant plus incontournable que ses candidats triomphent aux cantonales de 1958. Il est député de la Dordogne de 1956 à 1968 et maire de Brantôme de 1955 à 1965.
Le parti radical qui, au niveau national, ne cesse de régresser, ne peut plus ignorer la place forte « bonnettiste ». De plus, aux sénatoriales de 1959, le camp Bonnet fait passer Charles Sinsout au premier tour, ce qui est rarissime. C'est pourquoi Félix Gaillard, président du parti, entreprend une mission de conciliation le 26 juin 1960 et propose de réintégrer Bonnet et les siens dans le parti radical. Laforest doit céder, ce qui entraîne sa démission de la présidence de la fédération radicale « orthodoxe ». Pour la seconde fois, Bonnet revient au bercail et connaît la consécration avec son jubilé qui, le 1er octobre 1960, réunit 2 000 sympathisants et une brochette de chefs radicaux, mais sans Laforest.
À Paris, Bonnet préside le Centre des hautes études américaines à partir de 1959.
Ses liens avec le général de Gaulle se distendent nettement, d'abord sur la question algérienne où Bonnet critique la voie de l'autodétermination annoncée en 1959-1960 et prend fait et cause pour les Français d'Algérie. En outre, il rejette de plus en plus un style de gouvernement qu'il juge trop dirigiste et l'affaiblissement du rôle du parlement. Lorsque de Gaulle annonce son projet d'élection du président de la République au suffrage universel, Bonnet vote la censure comme 280 députés, ce qui renverse le gouvernement Pompidou. Désormais dans l'opposition à de Gaulle et à l'UNR, il fait campagne pour le « non » au référendum d'octobre 1962. Même si le « oui » l'emporte, le score des opposants est non négligeable en Dordogne, près de 48 %, bien au delà de la moyenne nationale. Aux législatives de novembre, les attaques fusent contre Bonnet auquel est rappelé son passé vichyste. Sauvé par son électorat rural, il perd les villes importantes au profit de son concurrent gaulliste. Au second tour, il doit son succès à une triangulaire. Il est le seul élu de 1958 à passer cette épreuve, un avertissement.
L'ancien ministre revient vers l'histoire diplomatique avec deux ouvrages, Le Quai d'Orsay sous trois Républiques puis Miracle de la France, parus respectivement en 1961 et en 1965 chez Fayard.
En mars 1964, il se lance dans la bataille des cantonales à Périgueux, contre toute attente, et profite encore une fois de la triangulaire entre chefs de file, Péron, Guéna et lui-même. Distancé de 23 voix au premier tour, Guéna doit se retirer sous peine de faire élire le communiste, ce qui assure l'élection de Bonnet. Ce dernier adopte résolument l'option de l'anti-gaullisme, ce qui l'amène dans le camp des adversaires du Général à la présidentielle de 1965, en marche avec la FGDS vers une union de la gauche qu'il avait pourtant toujours refusée. Grâce à Maurice Faure, il rejoint le bureau national du parti radical.
La campagne des législatives de mars 1967 le voit aux côtés de François Mitterrand et de Robert Fabre, le leader radical. Bonnet est officiellement investi sur la circonscription de Nontron. L'union de la gauche est générale pour soutenir les candidats anti-gaullistes fédérés par Robert Lacoste, Bonnet, Rousseau et Pimont. Un seul problème : Laforest se présente seul à Nontron contre Bonnet. Ce dernier a choisi son fils Alain-Paul comme suppléant ; c'est l'occasion de sillonner le nord de la Dordogne pour présenter le promu aux notables. Dès le premier tour, Bonnet fait la course en tête tandis que Laforest réalise un score médiocre. Le bureau national du parti radical appelle à barrer la route au « dissident » Laforest et entame une procédure d'exclusion qui aboutira. Au second tour, face à un gaulliste parachuté, Bonnet passe très largement en tête, cependant qu'au plan national la majorité gaulliste fait mieux que résister.
Bonnet déplore fortement les événements de mai 1968, mais les législatives de juin lui sont fatales comme à l'ensemble de l'opposition. Il repart au combat dans l'entourage du président du Sénat, Alain Poher, candidat à la présidentielle de 1969 à la suite de la victoire du « non » au référendum lancé par de Gaulle sur la régionalisation. Il inspire plusieurs des thématiques du candidat mais, en juin 1969, les résultats du premier tour sont décevants et plus encore ceux du second tour. Georges Pompidou est largement élu. Malgré ces échecs qui sonnent la fin de sa carrière, Georges Bonnet n'a qu'un objectif, préparer en douceur le passage du témoin à son fils Alain-Paul.
Georges Bonnet meurt le 18 juin 1973 en son domicile parisien du 94 boulevard Flandrin, dans le 16e arrondissement de Paris, « au terme d'une longue et douloureuse maladie ». Il est inhumé au cimetière de Brantôme. Son tombeau porte cette simple mention : « Ambassadeur de France ».

## Fonctions gouvernementales
- Sous-secrétaire d'État à la Présidence du Conseil du 17 avril au 29 octobre 1925 dans le gouvernement Paul Painlevé (2)
- Ministre du Budget du 29 octobre au 28 novembre 1925 dans le gouvernement Paul Painlevé (3)
- Ministre des Pensions du 19 au 23 juillet 1926 dans le gouvernement Édouard Herriot (2)
- Ministre du Commerce et de l'Industrie du 21 février au 2 mars 1930 dans le gouvernement Camille Chautemps (1)
- Ministre des Postes, Télégraphes et Téléphones du 13 décembre 1930 au 27 janvier 1931 dans le gouvernement Théodore Steeg
- Ministre des Travaux Publics du 18 décembre 1932 au 31 janvier 1933 dans le gouvernement Joseph Paul-Boncour
- Ministre des Finances du 31 janvier 1933 au 31 janvier 1934 dans les gouvernements Édouard Daladier (1), Albert Sarraut (1) et Camille Chautemps (2)
- Ministre du Commerce et de l'Industrie du 7 juin 1935 au 4 juin 1936 dans les gouvernements Pierre Laval (4) et Albert Sarraut (2)
- Ministre des Finances du 22 juin 1937 au 18 janvier 1938 dans le gouvernement Camille Chautemps (3)
- Ministre d'État du 18 janvier au 13 mars 1938 dans le gouvernement Camille Chautemps (4)
- Ministre des Affaires étrangères du 10 avril 1938 au 13 septembre 1939 dans les gouvernements Édouard Daladier (3) et Édouard Daladier (4)
- Ministre de la Justice du 13 septembre 1939 au 21 mars 1940 dans le gouvernement Édouard Daladier (5)

## Sources
- « Georges Bonnet (homme politique, 1889-1973) », dans le Dictionnaire des parlementaires français (1889-1940), sous la direction de Jean Jolly, PUF, 1960 [détail de l’édition]

Les papiers personnels de Georges Bonnet sont conservés aux Archives nationales sous la cote 685AP.